# Hisias (Beocia)
Hisias (en griego, Ὑσιὰς) es el nombre de una antigua ciudad griega de Beocia que no debe confundirse con otra población del mismo nombre de la región de Argólide. Sus habitantes se llamaban hisios.
En el texto de las Helénicas de Oxirrinco figura que en el año 395 a. C. estaba unida con Orcómeno formando uno de los distritos que suministraba magistrados a la Liga Beocia. Entre las dos ciudades proporcionaban dos beotarcas. Sin embargo, también se ha sugerido que la mención a Hisias podría ser un error y en realidad el texto debería referirse a Hieto.
Según Estrabón, se ubicaba en la Parasopia (es decir, cerca del río Asopo), al pie del monte Citerón y cerca de Eritras. Pausanias menciona entre sus ruinas la existencia de un templo de Apolo a medio construir y un pozo sagrado del que se creía que proporcionaba a quien bebía el don de la profecía. La población es citada también por Heródoto, Eurípides y Tucídides.
Se suele identificar con unos restos existentes en una colina cercana a la población moderna de Kriekuki, que recientemente ha recuperado el nombre de Eritras.